# 국가항공우주법
1958년 국가항공우주법(영어: National Aeronautics and Space Act of 1958, Pub.L. 85–568)은 미국 항공 우주국(NASA)을 창설한 미국 연방 법률이다. 소련의 스푸트니크 발사 직후에 제정된 이 법은 미국 하원 우주 비행 및 우주 탐사 특별 위원회에 의해 초안되었고 1958년 7월 29일 드와이트 D. 아이젠하워 대통령이 서명했다. 이 법이 제정되기 전에는 우주 탐사에 대한 책임이 최초의 궤도 위성을 발사한 소련 모델과 일치하여 주로 군사적 사업으로 간주되었다. 이 법은 우주 경쟁을 따라가지 못하는 미국 군사 인프라의 대응 부족에 의해 크게 촉발되었다.
원래 1958년 법은 새로운 기관에 미국 항공 및 우주 활동을 "다음 목표 중 하나 이상에 실질적으로 기여하도록" 수행하도록 지시했다.

- 대기권과 우주에서의 현상에 대한 인간 지식의 확장;
- 항공 및 우주 비행체의 유용성, 성능, 속도, 안전 및 효율성 향상;
- 우주를 통해 기기, 장비, 보급품 및 생명체를 운반할 수 있는 비행체 개발 및 운용;
- 평화적이고 과학적인 목적을 위한 항공 및 우주 활동의 활용으로부터 얻을 수 있는 잠재적 이점, 기회 및 관련 문제에 대한 장기 연구 수립.
- 항공 및 우주 과학 기술 분야와 대기권 내외에서의 평화적 활동 수행에 그 기술을 적용하는 데 있어 미국의 선도적 역할 유지.
- 국방에 직접적으로 관련된 기관에 군사적 가치나 중요성을 가진 발견을 제공하고, 그러한 기관이 비군사 항공 및 우주 활동을 지휘하고 통제하기 위해 설립된 민간 기관에 해당 기관에 가치나 중요성을 가진 발견에 대한 정보를 제공하는 것;
- 이 법에 따라 수행되는 작업과 그 결과의 평화적 적용에 있어 미국과 다른 국가 및 국가 집단 간의 협력; 그리고
- 불필요한 노력, 시설 및 장비의 중복을 피하기 위해 미국의 모든 관련 기관 간의 긴밀한 협력을 통해 미국의 과학 및 공학 자원을 가장 효과적으로 활용하는 것.

2012년에는 아홉 번째 목표가 추가되었다.

- 관련 제조 공정과 관련된 연구 및 기술 개발을 통해 항공 및 우주 분야에서 미국의 뛰어난 지위 유지.

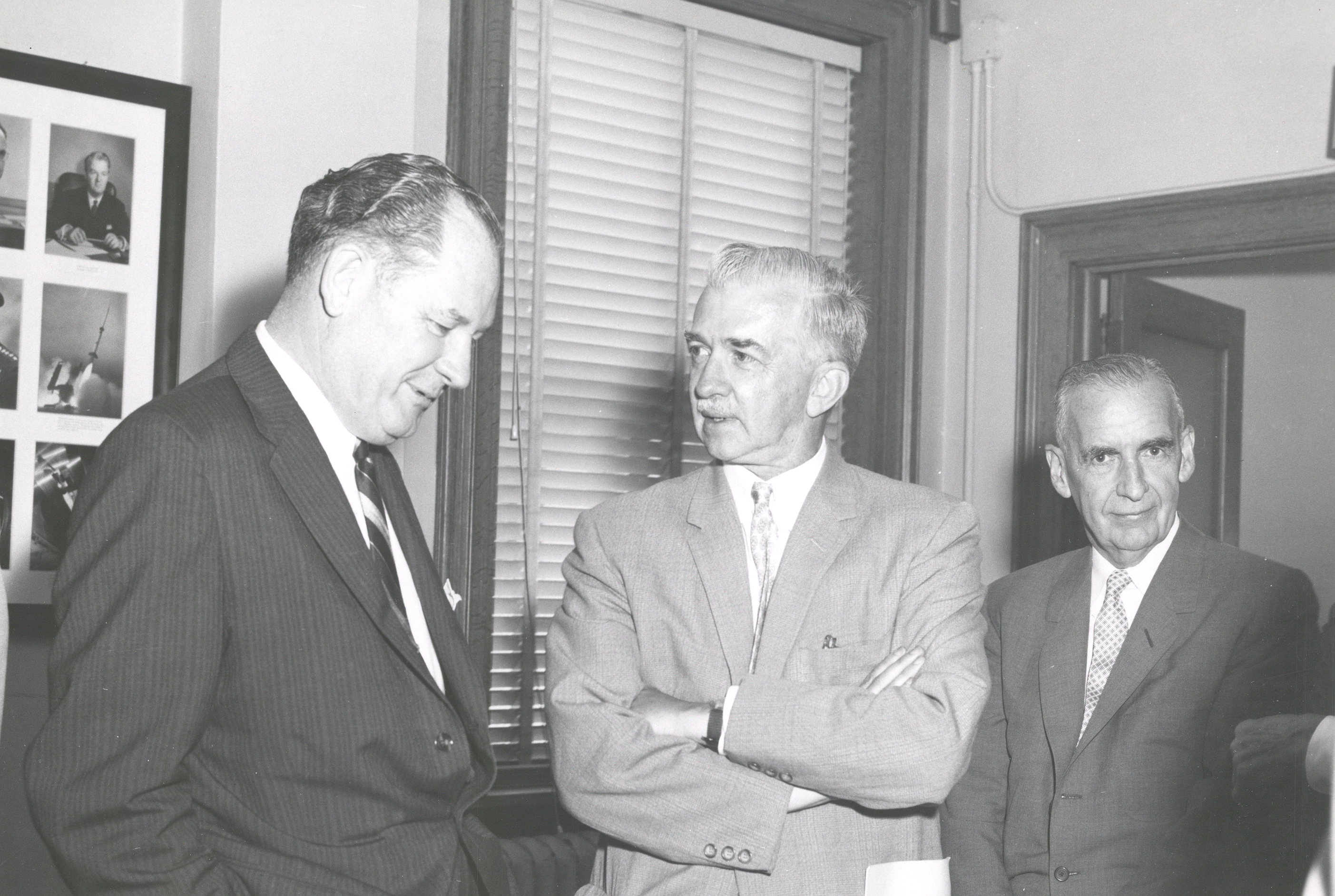
NACA의 마지막 회의의 모습. 이후 NASA에 흡수되었다.

이 법은 NACA를 폐지하고 그 활동과 자원을 1958년 10월 1일부로 NASA로 이전했다. 이 법은 또한 민간-군 연락 위원회를 창설했는데, 이 위원회는 나중에 국가항공우주위원회(NASC)로 알려지게 되었으며, 민간 및 군사 우주 응용 프로그램을 조정하고 NASA와 국방부가 서로의 우주 활동에 대해 "완벽하고 현재의 정보"를 얻을 수 있도록 하는 목적을 가졌다. 오늘날까지 미국은 조정되지만 별도의 군사 및 민간 우주 프로그램을 가지고 있으며, 전자의 상당 부분은 군사 및 감시 항공기를 발사하고, 부분적 핵실험 금지 조약 이전에 소련의 핵 탄두를 우주로 발사할 것으로 예상되는 상황에 대한 대응책을 계획하는 데 관여했다.
또한 이 새로운 법은 특허법을 광범위하게 수정하여 직원 발명과 우주 여행을 통해 발생한 개인 계약자 혁신 모두 정부 소유의 대상이 되도록 규정했다. 정부가 우주 운송의 독점 제공자가 됨으로써 이 법은 사설 우주 여행 개발을 효과적으로 저해했다. 이러한 상황은 1984년 상업 우주 발사법에 의해 법이 수정될 때까지 지속되었으며, 이 법은 우주 비행체 발사에 NASA 시스템의 민간 사용을 허용하기 위해 제정되었다.
아폴로 11호 승무원이 달에 남긴 기념판에 새겨진 "우리는 모든 인류를 위해 평화롭게 왔다"는 문구는 NASA의 정책과 목적을 선언한 이 법에서 파생되었다.
의회는 모든 인류의 이익을 위해 우주 활동이 평화적인 목적에 바쳐져야 한다는 것을 미국의 정책으로 선언한다.
이 법은 나중에 성 편견을 제거하기 위해 수정되었으며, 따라서 이 정책 성명은 현재 다음과 같이 읽힌다.
모든 인류의 이익을 위한 우주 활동의 평화적 목적.--의회는 우주 활동이 모든 인류의 이익을 위해 평화적인 목적에 바쳐져야 한다는 것을 미국의 정책으로 선언한다.

## 같이 보기
- 스핀오프 역사